# Letsile Tebogo
Letsile Tebogo (* 7. června 2003) je botswanský sprinter, olympijský vítěz z Letních olympijských her v Paříži na trati 200 metrů.
Mimo jiné také stříbrným medailistou v běhu na 100 metrů z Mistrovství světa v atletice v Budapešti (2023). V únoru roku 2024 překonal světový rekord na méně vypisované sprinterské trati 300 metrů časem 30,69 sekundy. Jeho osobní rekord v běhu na 200 metrů z roku 2023 (19,50 s.) je národním i kontinentálním africkým rekordem. Tebogo je také prvním sprinterem z Botswany, který zaběhl sprint na 100 metrů v čase pod 10 sekund.

## Osobní rekordy
- 100 metrů - 9,86 s. (Paříž, 2024)
- 200 metrů - 19,46 s. (Paříž, 2024)
- 300 metrů - 30,69 s. (WR Pretorie, 2024)
- 400 metrů - 44,29 s. ( Pretorie, 2024)